# Георги Дупков
Георги (Джорджо) Костадинов Дупков е български революционер, деец на Вътрешната македоно-одринска революционна организация.

## Биография
Георги Дупков е роден през 1880 година в град Кукуш, тогава в Османската империя, днес Килкис, Гърция. Баща му Костадин Дупков е архиерейски наместник в Кукуш. В 1899 година завършва с четиринадесетия випуск Солунската българска мъжка гимназия и започва работа в родния си град като учител. Същевременно е член и на Кукушкия околийски революционен комитет.
В 1899 година се мести да работи в Щип, където също влиза в околийския революционен комитет. В края на декември 1900 година е задържан, осъден на 12 години и затворен в Куршумли хан в Скопие.
Умира преди 1918 година.